# Zoe Karbonopsina
Zoe Karbonopsina (grč. Ζωή Καρβωνοψίνα, Zōē Karbōnopsina) bila je bizantska carica kao četvrta supruga cara Leona VI. Mudrog. Bila je rođakinja svetog Teofana, koji je poznat po svojoj kronici. Njezin je ujak ili stric bio Himerios (admiral).
Zoe je postala Leonova konkubina te mu je rodila sina Konstantina 905., koji je poslije postao car Konstantin VII. Porfirogenet. Leon je bio iznimno zadovoljan rođenjem sina jer su njegove dvije prijašnje supruge rodile samo kćeri, dok je treća rodila sina koji je umro kao beba. Dana 9. siječnja 906., Leon je napokon oženio Zoe te je to bio njegov četvrti brak, što je bilo protiv nauka Pravoslavne crkve. Vjenčanje je obavio svećenik Toma. Budući da je carigradski patrijarh Nikola Mistik bio protiv braka, Leon ga je smijenio te je novim patrijarhom postao Eutimije I.
Nakon Leonove smrti 912., novim je carem postao njegov brat Aleksandar, koji je vratio Nikolu na mjesto patrijarha te je naredio Zoe da napusti carsku palaču, ali se ona vratila nakon Aleksandrove smrti, 913. Ipak, Nikola ju je natjerao da ode u manastir sv. Eufemije, ali nakon što je postao dosta nepopularan u narodu, Zoe je preuzela regentstvo za svog sina te tako postala de facto vladarica Bizantskog Carstva. Vladala je zajedno sa svojim prijateljem, generalom Leonom Fokom Starijim. God. 919., Zoe i njezin prijatelj su prestali upravljati Carstvom nakon što je moć preuzeo admiral Roman Lakapen, koji je natjerao Zoe da ponovno ode u manastir. Zoe je pokopana u tom manastiru.
| Kraljevske titule          | Kraljevske titule            | Kraljevske titule          |
| -------------------------- | ---------------------------- | -------------------------- |
| prethodnik Eudokija Baïana | Bizantska carica 906. — 912. | nasljednik Helena Lekapene |